# Cyrtopleura costata
Cyrtopleura costata (лат.) — вид морских двустворчатых моллюсков из семейства Pholadidae. Быстрорастущие моллюски с белыми раковинами, достигающие в длину 10—20 см, распространенные в Западной Атлантике: от Новой Англии до Бразилии. Взрослые Cyrtopleura costata обитают на нижних горизонтах литорали, высверливая раковиной в плотном илистом или песчаном грунте норки, уходящие глубоко в толщу грунта (до 90 см).
Подобно другим представителям семейства, Cyrtopleura costata используются в пищу человеком. В ряде стран Карибского бассейна (Мексика, Куба, Пуэрто-Рико) они выступают в качестве объекта промышленного сбора. В восьмидесятых годах XX века на Морской станции Смитсонианского института в Форт-Пирсе (Флорида, США) проводились эксперименты по созданию аквакультуры этого вида. В искусственных условиях удалось добиться стимуляции синхронного нереста взрослых моллюсков, а также дальнейшего поддержания культуры планктонных личинок в течение двух—трёх недель, необходимых для достижения стадии педивелигера, на которой становится возможна искусственная стимуляция оседания на грунт. После достижения молодыми особями длины 1,0—1,2 см (в возрасте 60 дней) моллюсков переносили на открытые плантации, где они в течение 3—4 месяцев достигали товарного размера в 5—7 см. Несмотря на результаты исследований, широкого распространения аквакультура Cyrtopleura costata в США не получила.